# Candoni
Candoni est une localité de la province du Negros occidental, aux Philippines. En 2015, elle compte 21 789 habitants.